# Escates d'arç
Les  escates d'arç  són dolços xinesos fets del fruit de l{'}Crataegus pinnatifida. Aquest caramel rosa fosc se sol fabricar amb forma de discs d'1 mm de gruix. Alguns xinesos ho prenen per acompanyar la medicina herbal xinesa amarga.
Les escates d'arç es fabriquen a la Xina i estan disponibles en moltes parts d'Àsia. A Hong Kong es troben des dels anys 70. No hi ha hagut pràcticament cap canvi en la recepta o gust de la versió original.
En els supermercats xinesos especialitzats també es troben escates d'arç gourmet. Aquestes solen ser majors (35-40 mm de diàmetre, davant uns 25) que les escates d'arç de Shandong.

## Normativa

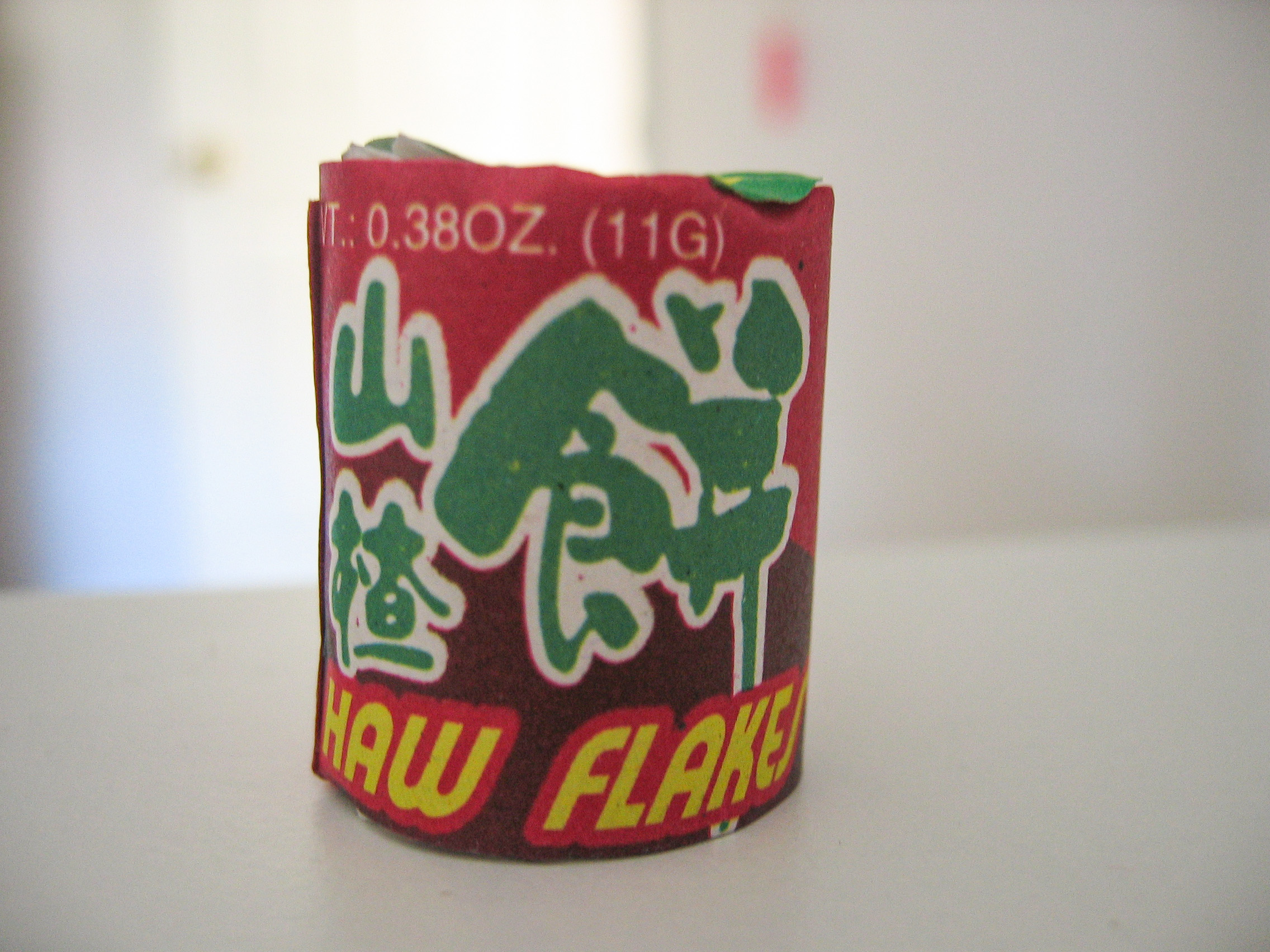
Nou envàs de les escates d'arç.

Les escates d'arç han estat confiscades en diverses ocasions per l'Administració d'Aliments i Medicaments nord-americana per contenir Roig Ponceau 4R (E124), un colorant artificial prohibit.